# Martha, Meet Frank, Daniel and Laurence
Martha, Meet Frank, Daniel and Laurence is een Britse romantische filmkomedie film uit 1998 onder regie van Nick Hamm. De productie kwam in de Verenigde Staten ook uit als The Very Thought of You.

## Verhaal
Helemaal klaar met haar baan in de Verenigde Staten koopt Martha een vliegticket naar Londen. Dit zet een reeks gebeurtenissen in gang waarin ze onafhankelijk van elkaar Frank, Daniel en Laurence ontmoet. Wat zij niet weet, is dat de drie vrienden van elkaar zijn. Zij weten op hun beurt niet dat de anderen de charmante Martha ook ontmoet hebben.

## Rolverdeling
| Acteur         | Personage           |
| -------------- | ------------------- |
| Monica Potter  | Martha              |
| Rufus Sewell   | Frank               |
| Tom Hollander  | Daniel              |
| Joseph Fiennes | Laurence            |
| Ray Winstone   | Pedersen            |
| Hamish Clark   | Official Icelandair |
| Rob Brydon     | Buschauffeur        |